# لورينزو دو بيكر
لورينزو دو بيكر (بالإنجليزية: Lorenzo Dow Baker)‏ هو شخصية أعمال أمريكي، ولد في 15 مارس 1840، وتوفي في 21 يونيو 1908.

## وصلات خارجية
- لورينزو دو بيكر على موقع الموسوعة البريطانية (الإنجليزية)